# Dissonus spinifer
Dissonus spinifer is een eenoogkreeftjessoort uit de familie van de Dissonidae. De wetenschappelijke naam van de soort is voor het eerst geldig gepubliceerd in 1906 door Wilson C.B..